# Волков, Вениамин Иванович
Вениамин Иванович Волков — советский военный деятель, контр-адмирал.

## Биография
Родился в 1912 году в селе Ореховце Дивеевского района. Член КПСС.
С 1932 года — на военной службе. В 1932—1988 гг. — связист в бригаде подводных лодок Тихоокеанского флота, слушатель Военно-морской академии РККФ, участник Великой Отечественной войны, флагманский связист, начальник связи бригады речных кораблей в составе Волжской военной флотилии, участник обороны Сталинграда, офицер Краснознаменной ордена Ушакова I степени Днепровской военной флотилии, участник освобождения Варшавы и взятия Берлина, заместитель начальника связи Черноморского флота, начальник кафедры организации и боевого использования связи в Военно-морском училище радиоэлектроники имени А. С. Попова, старший научный сотрудник 34-го института Военно-Морского Флота.
Умер в Санкт-Петербурге в 2000 году.